# Nikolaus Röslmeir
Nikolaus Röslmeir né le 28 avril 1901 à Bad Tölz et mort le 30 décembre 1977 à Fribourg-en-Brisgau est un sculpteur allemand.

## Travaux

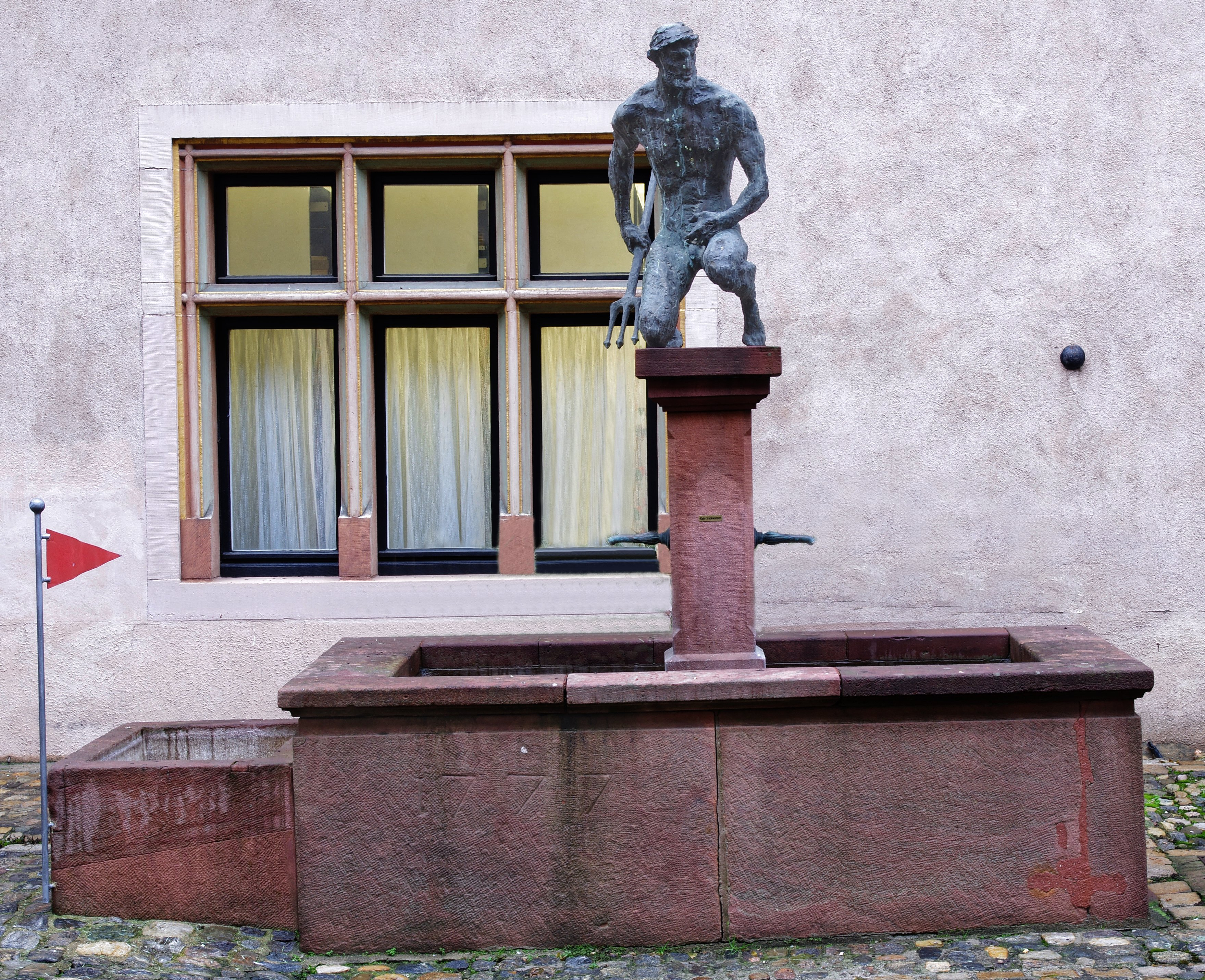
Fontaine en grès et statue de Poséidon dans la cour de la Basler Hof à Fribourg-en-Brisgau (de).
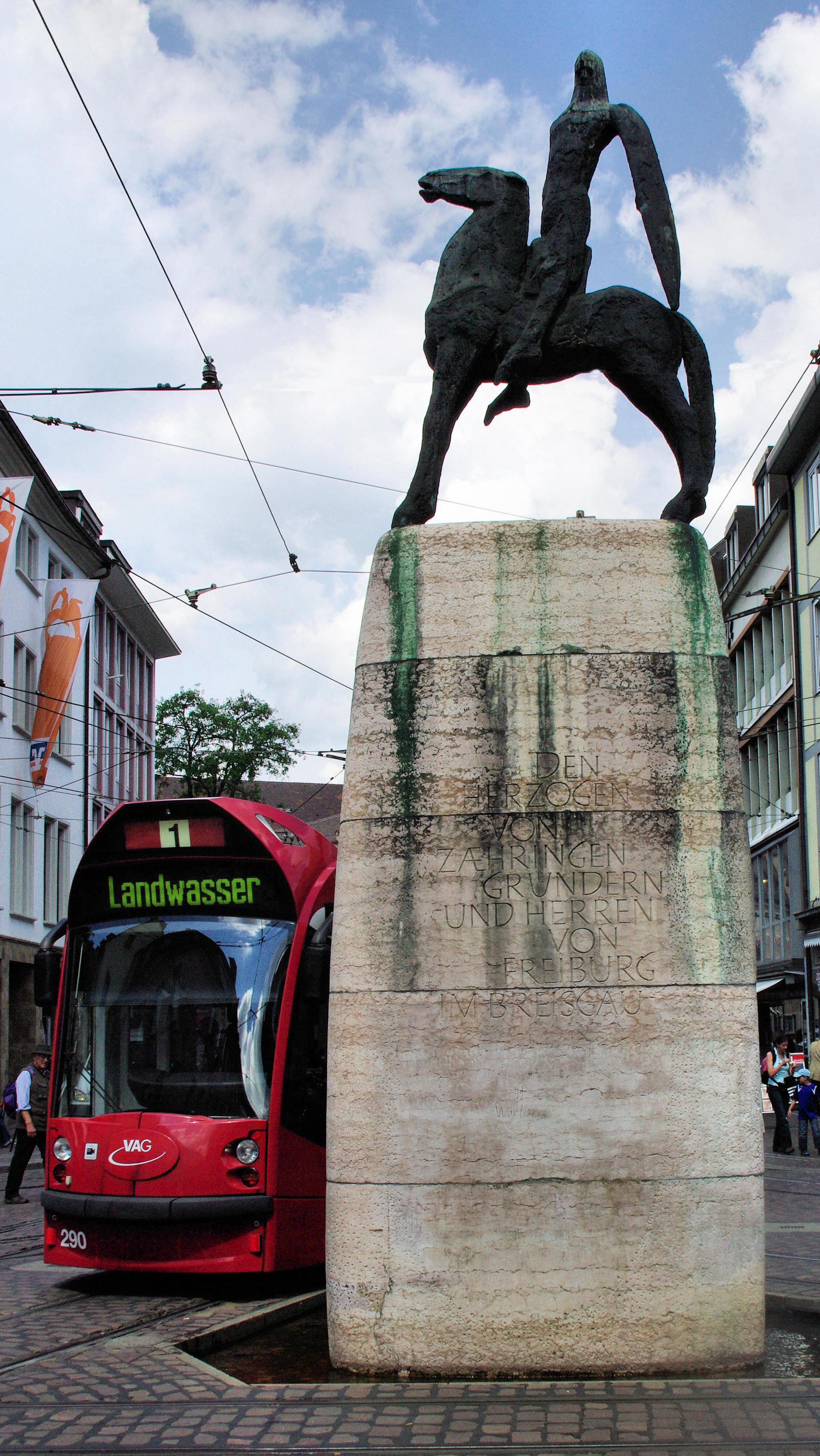
Fontaine de Berthold au centre de Fribourg-en-Brisgau avec une statue par Nikolaus Röslmeir.
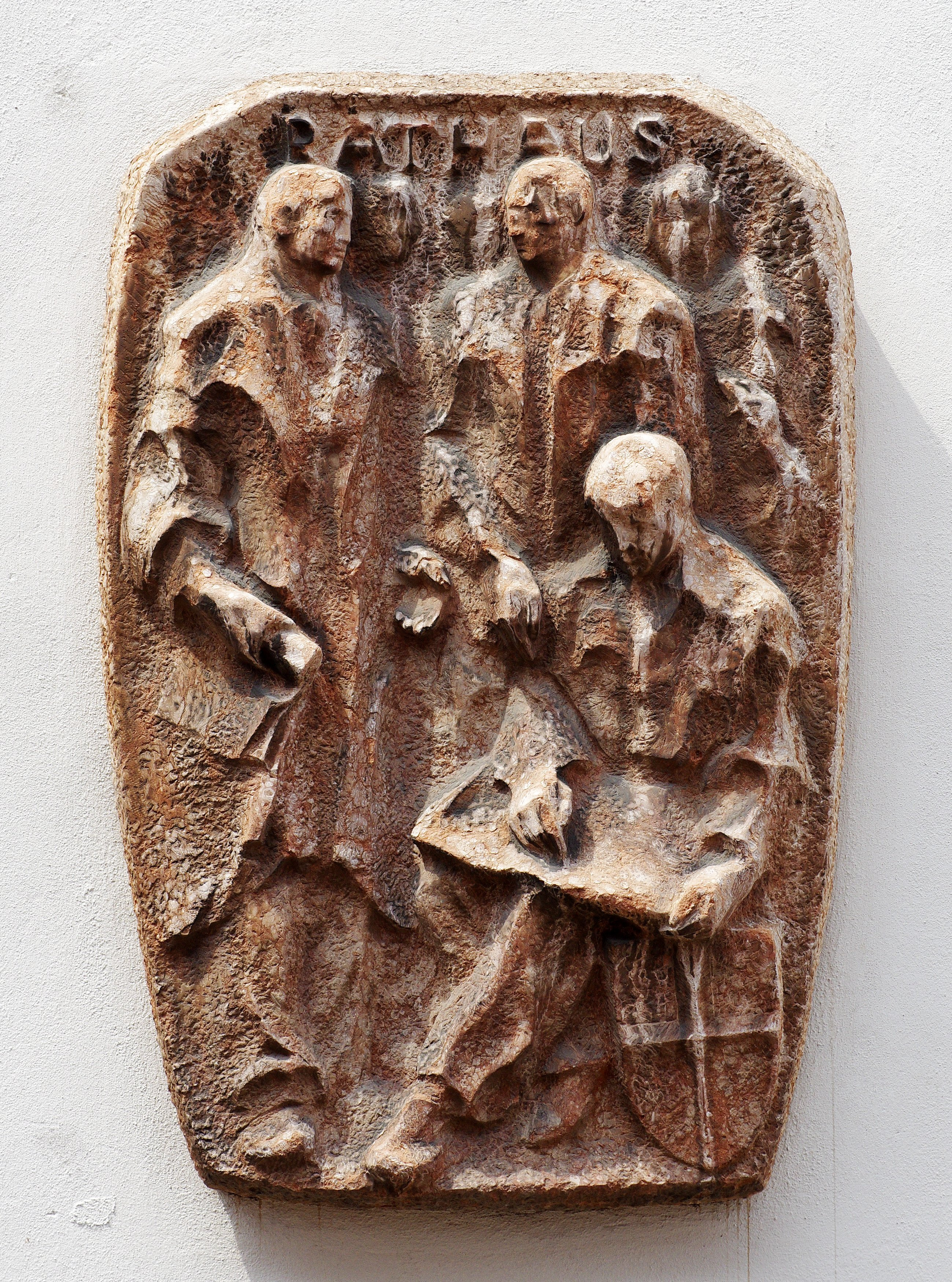
Une plaque murale à l'ancienne mairie (Altes Rathaus) de Fribourg-en-Brisgau par Nikolaus Röslmeir.
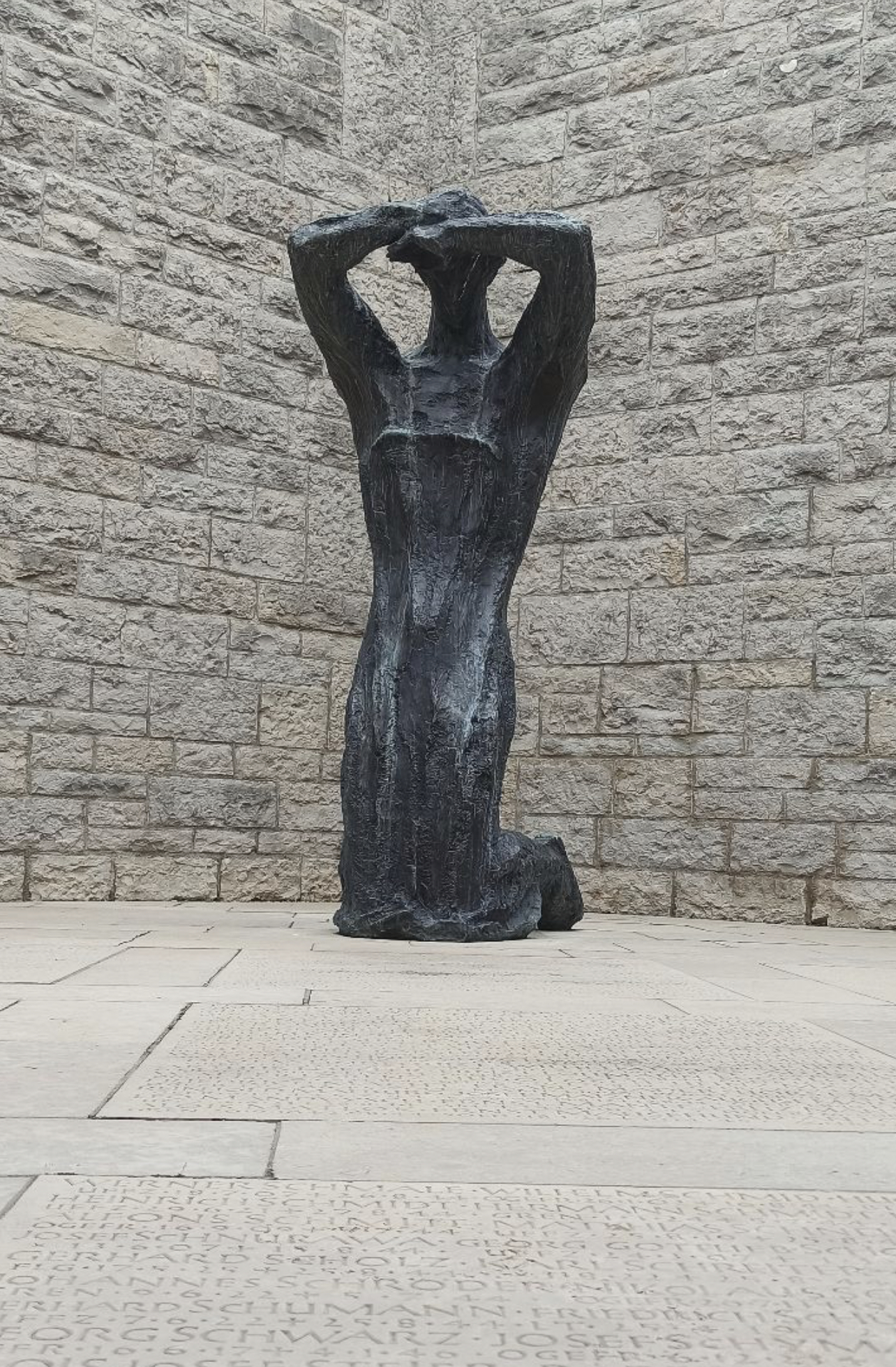
sculpture en bronze nommée Trauernde (deuil) et située dans l'ossuaire du cimetière militaire allemand de Dagneux en France.